# جيف منساه
جيف منساه (بالدنماركية: Jeff Mensah)‏ (10 أغسطس 1992 في الدنمارك - ) هو مدرب كرة قدم ولاعب كرة قدم دانمركي في مركز الوسط. شارك مع منتخب الدنمارك تحت 21 سنة لكرة القدم. أما مع النوادي، فقد لعب مع نادي فيبورج وSkive IK ‏.

## وصلات خارجية
- جيف منساه على موقع قاعدة بيانات كرة القدم.إي يو (الإنجليزية)
- جيف منساه على موقع Soccerway.com (الإنجليزية)
- جيف منساه على موقع عالم كرة القدم.نت (الإنجليزية)